# 光葉柃木
光葉柃木，也称细齿叶柃，为茶科柃木屬下的一个种。

## 扩展阅读
- 維基物種上的相關：光葉柃木
- 維基物種上的相關：细齿叶柃